# Partito Laburista Socialista
Il Partito Laburista Socialista (in inglese Socialist Labour Party, SLP) è un partito politico socialista britannico. Fu fondato nel 1996 da Arthur Scargill, un ex membro del Partito Laburista e ex leader dell'Unione Nazionale dei Minatori. Il nome del partito evidenzia le tendenze socialiste e riconosce la vecchia costituzione del Partito Laburista come fondamento all'identità del partito.
Il partito propugna il localismo economico, ed è a favore della riapertura delle miniere.
Nel febbraio 2014 il quotidiano The Guardian riportò che il Partito Laburista Socialista contava solo 300 membri, il che è da attribuirsi al ritiro di Arthur Scargill dalla vita pubblica, dovuto all'età. Secondo i registri presentati per l'anno 2014 alla Commissione elettorale, il partito aveva 385 membri, escludendo gli affiliati. Nel 2019 il numero di iscritti era di 315 membri.
Dal 2024 il leader del partito è Jim McDaid.

## Leader
- Arthur Scargill (1996-2024)
- Jim McDaid (dal 2024)

## Risultati elettorali
| Elezione | Voti totali | % del voto totale | seggi ottenuti |
| -------- | ----------- | ----------------- | -------------- |
| 1997     | 52 109      | 0,2%              | 0              |
| 2001     | 57 288      | 0,2%              | 0              |
| 2005     | 20 167      | 0,1%              | 0              |
| 2010     | 7 196       | 0,0%              | 0              |
| 2015     | 3 481       | 0,0%              | 0              |
| 2017     | 1 154       | 0,0%              | 0              |
| 2019     | 494         | 0,0%              | 0              |
| 2024     | 3 609       | 0,0%              | 0              |

Alle elezioni del 2001, il partito ottenne circa il 3% dei voti nei collegi in cui si candidò.
Il partito ricevette la sua più alta percentuale di voto in un singolo collegio alle elezioni generali nel 2005, quando ottenne il 14,2% dei voti nel collegio di Glasgow North East.
Il Partito Laburista Socialista non si candidò alle elezioni europee del 2004, ma candidò alcuni esponenti per Inghilterra, Scozia e Galles alle elezioni europee del 2009, dove ottenne 173.115 voti, pari al 1,1% del voto nazionale.